# 辽南京

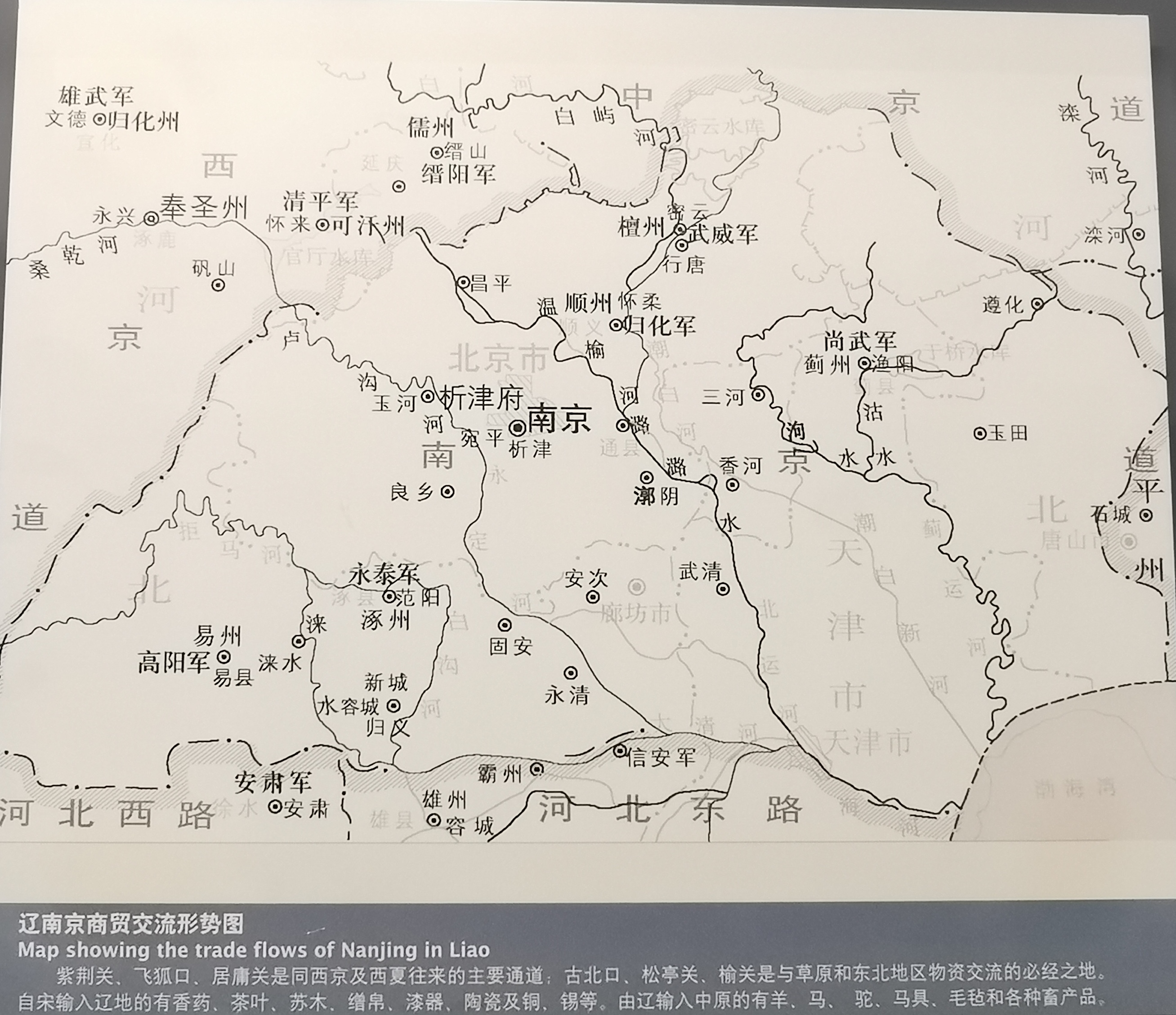
遼代南京地图

辽代的南京城是在蓟城的基础上发展而来的，是辽朝陪都，同时作为南京析津（幽都）府的府城以及析津（蓟北）县城兼宛平（幽都）县城，位于今北京城区西南。
后唐清泰三年（936年），后唐节度使石敬瑭以割让幽、蓟、云、朔等十六个州（史称燕云十六州）为条件，换取辽太宗发兵协助。
938年辽太宗将幽州（今北京西南的广安门一带）定为「幽都府」，1012年改號「析津府」。名稱來自於「以燕分野旅寅為析木之津」。后来在金代经过修缮扩建成为中都。
此地在五代後唐石敬瑭至明代之前，一直不被汉族政权统治，只有不到三年的时间（1123年二月金太祖以“海上之盟”归还了太行山以南的燕京诸州——1125年十二月金太宗第一次伐宋攻下燕山地区）归北宋燕山府管辖过。

## 历任南京留守
幽都尹
- 趙延壽（938年－944年）
- 劉晞（938年－944年）
- 趙延壽（947年－948年）
- 耶律牒蜡（948年－951年）
- 蕭海貞（951年）
- 耶律婁國（951年－952年）
- 蕭思溫（956年－961年）
- 高勳（961年－968年）
- 趙延祚
- 韓匡嗣（971年－979年）
- 韓德讓（979年）
- 耶律道隱（979年－982年）
- 耶律休哥（983年－998年）
- 耶律隆慶（998年－1012年）

析津尹
- 耶律隆慶（1012年－1016年）
- 马廷煦（1017年）
- 韩制心（1020年－1023年）
- 萧孝穆（1023年－1030年）
- 蕭惠（1030年－1031年）
- 耶律宗范（1031年）
- 蕭孝穆（1032年－1037年）
- 蕭孝先（1037年－？）
- 耶律吴哥（1041年）
- 耶律重元（1045年－1055年）
- 耶律陈留（1055年－1056年）
- 耶律明（1061年－1073年）
- 萧惟信（1073年－1075年）
- 耶律仁先（1065年－1069年）
- 耶律阿琏（1071年）
- 耶律洪道（1075年）
- 耶律坦（1087年）
- 耶律特末（1093年）
- 耶律和鲁斡（1095年－1110年）
- 耶律淳（1110年－1122年）